# Rogla
Rogla (Duits: Schwagberg) is een plaats in Slovenië en maakt deel uit van de gemeente Zreče in de NUTS-3-regio Savinjska.